# تصميم المراحل
تصميم المراحل أو تصميم المستويات هي إحدى خطوات تطوير ألعاب فيديو وهي عبارة عن إنشاء المستويات في لعبة الفيديو وهي قد تتضمن والاماكن والمراحل والمهام...الخ وهذا الامور تتم بواسطة اشخاص يسمون مصممين المستويات، يستخدمون فيها برمجيات خاصة تساعدهم لانشاء الشخصيات والاماكن والامور البصرية الأخرى في اللعبة، هناك بعض الألعاب تحتوى على مصمم العاب خاص بها حيث يقوم اللاعب نفسه بتصميم المرحلة التي تريدها بنفسه. تصميمم المراحل يحتاج إلى الفن والتقنية اللازمة لانجازه

## تاريخ تصميم المراحل
كان من الممكن في بداية انتشار العاب الفيديو ان يقوم شخص واحد فقط يسمى مبرمج ألعاب ان ينشئ الخرائط والمراحل للعبة. 

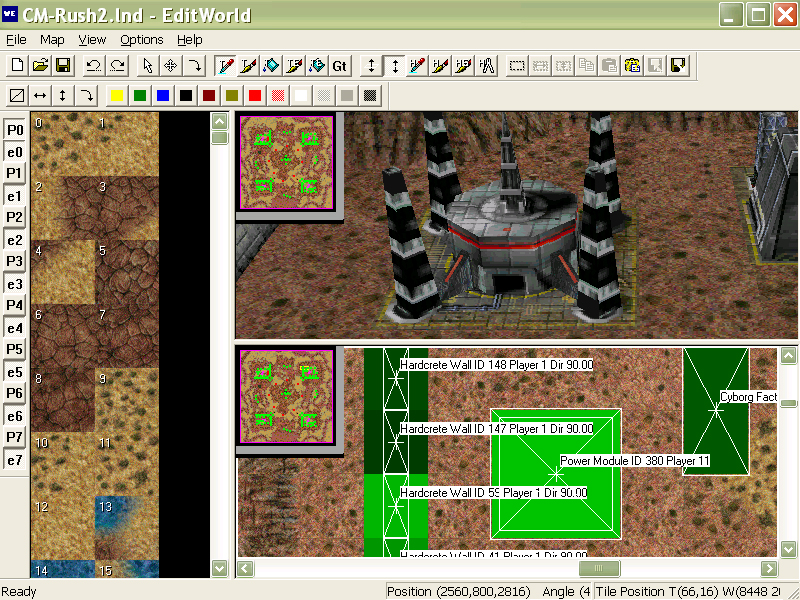
تصميم مرحلة من لعبة Warzone 2100.